# 伊冯·弗莱切尔谋杀案
1984年4月17日，伦敦警察厅女警员伊冯·弗莱切尔（英語：Yvonne Fletcher）在圣詹姆士广场被利比亚駐倫敦的大使馆（時稱「人民辦事處」）内身份不明的人开枪打中腹部后伤重不治，年仅25岁。弗莱切尔当时获派监控广场上针对利比亚领导人穆阿迈尔·卡扎菲的抗议示威，她的死亡导致大使馆被包围11天，最终馆内所有人被驱逐出境，英国断绝与利比亚的外交关系。
1980至1984年，卡扎菲多次下令杀死反对他统治的流亡人士，曼彻斯特和伦敦都发生针对利比亚政治异见者的爆炸和枪击案，五名利比亚人因此被驱逐出英国。1984年4月17日，面对圣詹姆士广场的反卡扎菲示威，两名枪手在大使馆二楼用史特林冲锋枪公然开火，不但打死维持秩序的弗莱切尔，还打伤11名利比亚示威者。调查结论认为，她是“被利比亚人民办事处二楼正面西侧其中一扇窗户打出的子弹杀害”。两国断交后，利比亚逮捕六位英国公民，其中四人经过九个月的囚禁后获释。
1986年，部分受弗莱切尔谋杀案影响，英国首相玛格丽特·撒切尔同意美国使用英国基地空袭利比亚。1999年两国外交关系回暖后，利比亚政府发表声明，承认枪杀女警，并愿意支付赔偿金。英国警方继续调查此案直至2017年。虽然掌握的证据已经足够起诉其中一名同谋，但部分证据涉及国家安全问题不能呈庭，所以英国政府至今没有正式起诉犯人，也没有任何人因谋杀弗莱切尔获罪。

## 背景

### 伊冯·弗莱切尔

弗莱切尔委任證上的照片

1958年6月15日，伊冯·乔伊斯·弗莱切尔（Yvonne Joyce Fletcher）在英格兰威尔特郡塞姆利（Semley）村出生，父亲叫迈克尔·弗莱切尔（Michael Fletcher），母亲叫奎妮（Queenie），娘家姓特罗克（Troke）。伊冯是家中长女，三岁时就告诉父母长大想当警察。达到伦敦警察厅服役年龄下限（18岁半）时，弗莱切尔身高1米59，未达到1米63的标准，导致她向多支警队申请加入都被拒绝，一度考虑申请皇家香港警务处。
虽然身高达不到要求，但弗莱切尔还是于1977年3月获伦敦警察厅20周训练课程录取，合格后开始标准的两年试用期，委任编号4257。在弓街（Bow Street）警察局完成试用期后，她成为正式女警员。同事对弗莱切尔评价很高，还给她起绰号“超级弗莱切”（Super Fletch），事件发生前，她已与同一警局的警员迈克尔·里德尔（Michael Liddle）订婚。

### 英国和利比亚的关系
利比亚驻伦敦大使馆位于圣詹姆士广场五号，但利比亚从1979年开始就不再任命驻英大使，大使馆由“革命委员会”控制并更名“人民办事处”。1980年，革命指导委员会主席、利比亚领导人穆阿迈尔·卡扎菲认为流亡国外的利比亚人都是叛徒，对其中数人直接下达处决命令。根据他的指示，伦敦一些报刊亭因出售批评卡扎菲的报纸而被投掷炸弹。1979年，穆萨·库萨出任利比亚驻伦敦人民办事处书记，他在接受《泰晤士报》采访时公然宣称，利比亚政府计划谋杀两名正在英国生活的反对分子，结果他1980年就被驱逐出境。英国掌玺大臣伊恩·吉尔莫爵士（Sir Ian Gilmour）向下议院表示，政府希望“与利比亚保持良好关系”，但“我们明确表示，利比亚当局必须了解英国法律规定哪些事能做，哪些不能，（他们）不能再在英国犯罪”。
1980年，卡扎菲的许多政敌在英国被谋杀。经过相对平静的几年，利比亚立法机关总人民大会从1983年开始新一轮政治运动，打击那些堕落在“资产阶级习气”下的人民办事处官员，特别是驻伦敦人员。这年2月，驻伦敦人民办事处处长和文化参赞应召回国，四名曾参与利比亚革命活动的学生取而代之并组建委员会共同负责办事处运作。人民办事处不久召开新闻发布会，委员会直接威胁会对利比亚异见人士采取行动。1984年3月10至11日，伦敦和曼彻斯特发生一系列针对卡扎菲统治批评者的炸弹袭击。利比亚政府否认与此有关，但英国政府还是在3月16日驱逐五名与袭击有关的利比亚人。

### 维也纳公约和外交豁免权
1961年，包括英国和利比亚在内的141个国家签署《维也纳外交关系公约》确立外交豁免权，英国还将其纳入《1964年外交特权法》（Diplomatic Privileges Act 1964）。外交豁免权保障外交官无论在别国犯下何种罪行都可以免受该国起诉，除非其母国宣布放弃该外交官的豁免权。各国可以宣布他国大使是“不受欢迎人物”并要求对方离境，除此以外不得采取任何针对行动。如无大使同意，各国警察、武装部队及其他安全人员均不得进入别国外交场馆。

## 枪击：1984年4月16至17日
1984年4月16日，两名积极反对卡扎菲统治的学生在的黎波里大学被公开处以绞刑。面对如此行径，英国境内的利比亚民族解放阵线（利比亚异见人士）成员决定在圣詹姆士广场的人民办事处门前抗议示威。4月16日，人民办事处向的黎波里当局发电传，请示应如何应对示威。电传中提出三种选择：一、放任示威；二、从人群中抓几个人拷打；三、向示威者开枪。卡扎菲指示开火。美国国家安全局拦截并解密利比亚人的信息后转告英国政府通信总部，但英国反情报和安全机关军情五处收到消息后却没有及时告知警方或内政部。
4月16日夜间到次日凌晨，人民办事处派代表前往外交及联邦事务部交涉，表达对即将发生的示威活动不满，要求英国当局制止。英国官员表示会通知苏格兰场，但没有办法阻止示威。4月17日早上，警方在圣詹姆士广场放置铁马，为维持示威现场治安作准备。人民办事处有人告诉警方工作人员，办事处内枪支闪动，会朝示威人群开枪。工作人员把消息告诉警察，但未引起重视。
伦敦警察厅派出弗莱切尔和未婚夫里德尔等约30名警员到苏格兰场监控示威活动，随行还有外交保护局（Diplomatic Protection Group）人员。陆续抵达圣詹姆士广场的利比亚民族解放阵线示威者约有75人，从英国各地赶来，大部分来自英格兰北部。上午十点左右示威开始，许多示威者头戴面具或巴拉克拉瓦头套，以免人民办事处通过照片查明他们的身份。众人站在办事处对面的铁马后方，口中高呼反卡扎菲口号，还举着横幅和标语牌。人民办事处则安排卡扎菲的支持者站在大楼前针锋相对。多个国际电视摄影组在现场拍摄。
上午10点18分，人民办事处的两扇窗户内有人用自动武器向反卡扎菲示威人群开火，打伤11名示威者。验尸报告显示子弹从弗莱切尔后背进入，弹孔位于“右肩顶部以下约25厘米，脊椎右侧14厘米，右腋窝后方8.3厘米”。子弹从右向左先后打穿她的横膈膜、肝脏和胆囊，然后被脊椎弹开，从身体左侧射出，再射入左肘。
示威者匆忙逃往查理二世街（Charles II Street），弗莱切尔倒地，同僚在旁边尝试急救，她还告诉大家“保持冷静”。转入查理二世街后，她很快昏迷不醒并停止呼吸，同僚尝试心脏复苏。上午10点40分，救护车把弗莱切尔送到威斯敏斯特医院（Westminster Hospital），抬上医院手推车时，一枚弹头从她制服内掉出来。医院立即开始手术，但还是在中午左右宣告病人死亡。
警方把广场周围各办公室的民众疏散，然后用警戒线封锁现场，武装警察在人民办事处对面及周围建筑的屋顶就位。枪击事件发生至少十分钟后，人民办事处后方的车库出入口才被封锁，在此期间就有人从这条路离开。
英国首相玛格丽特·撒切尔此时正在葡萄牙正式访问，外交大臣贺维又在中国，处理危机的责任落在内政大臣里安·毕顿（Leon Brittan）肩头。消息很快传到利比亚，60名革命卫队成员包围英国驻的黎波里大使馆，包括大使奥利弗·迈尔斯（Oliver Miles）在内的25人被困，还有三名在该市工作的英国人被捕，具体罪名不明。
4月17日晚，法医病理学家艾恩·韦斯特（Iain West）为弗莱切尔验尸。他在检视子弹路径后写道：
子弹伤口角度表明她是背后中枪，凶手所在位置比她高得多。如果中枪时她是站立状态，那么枪手就是在邻近建筑开枪，所在楼层也不会高于地面太多。
韦斯特根据子弹伤口角度和受害者当时很可能所在的位置（现场记者在弗莱切尔中枪数秒前拍到她的位置）判定，凶手是在人民办事处二楼开枪。

## 围困：1984年4月18至27日
4月18日，迈尔斯获许离开大使馆与利比亚政府代表见面，利比亚人停止围困，17日被捕的人中有一名男子获释。次日，卡扎菲走上利比亚电视荧屏，指责英国警方和安全部队应对枪击事件负责，还称“我们对英格兰这样负责任的国家居然犯下如此罪行深感意外”。此后一周伦敦出现五枚炸弹，其中四枚顺利拆除，第五枚于4月20日在希思罗机场二号航站楼的行李区爆炸，警方怀疑是利比亚人所为。这些炸弹袭击令英国政府对利比亚的态度变得更强硬，但考虑到利比亚过去每逢外交僵局就将他国公民逮捕，直到邦交正常化才释放的做法，英国政府依然举棋不定。此时利比亚约有8000名英国工人，大部分从事石油或建筑业。
英国政府进入人民办事处调查的要求被利比亚政府拒绝。两名枪击时不在办事处的利比亚外交官充当中间人，在办事处工作人员和警察谈判人员间传话。根据政府命令，特种空勤团从赫里福德郡克雷登希尔（Credenhill）的基地赶到伦敦待命。谈判没有取得显著进展，英国于4月22日通知利比亚政府两国外交关系破裂，要求人民办事处所有人员在4月29日午夜前离境，并指示驻的黎波里的英国人员在同一截止时间前回国。
人民办事处被围期间，弗莱切尔的警帽和另外四名警员的警盔依然留在现场，枪击事件过后几天内，英国各媒体反复出现五顶帽子的照片。4月27日清晨，一名警察违反命令走进广场拿走女警员的帽子，当天她的遗体在索尔兹伯里座堂下葬时，帽子就放在棺木内。出席葬礼的除600名警察和里安·毕顿外，还有警务总监督劳伦斯·拜福德（Lawrence Byford）与伦敦警察厅总监肯尼斯·纽曼（Kenneth Newman）。
弗莱切尔下葬当天，利比亚人开始转移物品，首先是四个标有外交印章而成为外交邮袋的帆布袋，英国警方无权搜查或扣押。沙特阿拉伯、叙利亚和土耳其人员充当中立中间人，监督货物和人员离境。人民办事处的30人获许分成六组离开，每组五人排成一列但要相互隔开，每组人离开办事处后，下一组要等15分钟。每个人都经过拍照、搜身和讯问，但他们拒绝提供指纹，中间人也告诉警察此举不妥。所有人被带到桑宁德尔（Sunningdale）的公务员学院接受讯问，并在一天后送上飞往的黎波里的班机，飞机在晚上八点前不久起飞，包括大使在内的英国驻的黎波里使馆工作人员也在同一天返回伦敦。

## 余波：1984年4月27日至1985年2月5日
利比亚人离开后，警方法证组马上进入人民办事处及广场搜查。其中人民办事处的搜查共持续四天，在二楼两扇窗户和一个用过的弹壳上均发现枪击残留物。根据上述证据和广场上子弹的位置，警方断定当时有两挺史特林冲锋枪开火，其中一挺朝下方的示威人群射击，另一挺平射广场各处。办事处内共发现4367发子弹，三支半自动手枪，四支点38口径左轮手枪和史特林冲锋枪的弹匣。针对人民办事处的搜查工作由警方聘请的平民专家执行，沙特阿拉伯观察员在旁陪同。
4月25日，弗莱切尔遇害案进入司法程序，但很快就延后以便警方进一步调查。司法质询再度启动时，警方汇报已有400条线索正在跟进，但还不能排除人民办事处任何一名利比亚人的嫌疑。艾恩·韦斯特称，子弹射入死者身体的角度在60至70度范围。主导司法质询的死因裁判官保罗·纳普曼（Paul Knapman）认为，这样的角度太小，不象是从二楼窗户发射的子弹。对此韦斯特表示，弗莱切尔当时应该正在转身，所以角度偏小。陪审团最终裁定，女警员是“被利比亚人民办事处二楼正面西侧其中一扇窗户打出的子弹杀害”。
1984年四至五月，六名在利比亚工作的英国男子被革命委员会逮捕并扣为人质。利比亚要求英国恢复外交关系，释放因恐怖主义罪行被捕的利比亚人。九月，两名英国男子获释；十月，坎特伯雷大主教特使特里·怀特（Terry Waite）访问利比亚，希望通过谈判争取另外四人释放。1985年2月5日，人质在九个月的囚禁后获释。

## 后续发展

### 卡扎菲政权时期：1985至2011年
有流言称，四名人民办事处工作人员在回国途中遭处决，但英国政府认为该说法不够可信。此后多年，英国一直没有尝试与利比亚恢复邦交，政府间的交流和态度也一直没有起色。1986年，撒切尔夫人同意美国战机利用英国皇家空军基地空袭利比亚，她在下议院演说时称，弗莱切尔的死是她做此决定的重要原因。1991年，英国针对两名制造1988年洛克比空难的利比亚恐怖分子发出拘捕令，两国关系坚冰进一步加剧。1992年，利比亚公安部长阿卜杜·法塔赫·尤尼斯与英国驻埃及大使克里斯托弗·威廉·隆（Christopher William Long）会晤，并代表利比亚对弗莱切尔的死道歉，表示愿意协助引渡凶手。英国政府没有接受他的条件，但两国关系开始秘密解冻。
1996年4月，第四台播出的电视纪录片《特派》（Dispatches）声称，1984年4月17日的枪击事件另有乾坤，枪手是军情五处或美国中央情报局特工，在另一幢建筑由军情五处租下的楼层开枪，目的是抹黑利比亚政权。西洛西安议员塔姆·戴利尔（Tam Dalyell）把节目中的说法转达下议院并提出质询，英国副内政大臣大卫·麦克林（David Maclean）回答：“这节目想要说服我们，女警员弗莱切尔是被英国或美国情报人员杀害，或至少是在他们的纵容下被杀。要不是这话实在令人反感和恶心的话，我恐怕会觉得好笑。”他认为，当时人民办事处的利比亚人就应该配合谋杀案调查来洗清嫌疑。
1999年7月，利比亚政府公开承认对伊冯·弗莱切尔谋杀案负责，同意向受害者的家人支付25万英镑赔偿，支持追查凶手。外交大臣郭伟邦在下议院演说时宣布：
利比亚承认对枪击发生时利比亚人民办事处的行径负责，并对女警员弗莱切尔的家人表示深切的懊悔，愿意立即向他们支付赔偿。利比亚同意协助警方继续调查并接受调查结果。
据2004年2月24日BBC广播四台的《今天》（Today）节目报导，利比亚总理舒克里·穆罕默德·加尼姆宣称利比亚与弗莱切尔谋杀案和洛克比空难无关，之前的承认和赔偿只是为了和平并摆脱国际制裁。次日，利比亚广播电台发明声明，称加尼姆的说法“不实且令人遗憾”；利比亚政府邀请伦敦警察厅前往的黎波里调查。伦敦警察厅在利比亚首都共调查四天，虽有部分查案自由，但却没有权力逮捕任何人。回国后，伦敦警察厅宣布英国警方和利比亚治安官将根据利比亚法律开展正式调查。
英国和利比亚邦交正常化后，英国侦探终于在2007年6月得以向主要嫌疑人提问，多名侦探在利比亚停留七个星期，访问证人和嫌犯，弗莱切尔的母亲奎妮觉得事态发展“很有希望”。同年，加拿大某资深律师为英格兰及威尔斯皇家检控署审查已经获得的证据后认为，枪击发生时人民办事处的初级外交官阿卜杜勒马吉德·萨拉赫·阿梅里有重大嫌疑，多位证人声称看见他在办事处窗前开火。报告还表示，已有充足证据指控马图克·穆罕默德·马图克和阿卜杜尔奎迪尔·阿尔·巴格达迪犯有阴谋杀人罪，两人都在事发当日从人民办事处车库大门逃走，并且都不是外交官，所以可以起诉。这份报告没有公开发布，但《每日电讯报》在2009年设法获得文件副本。
2009年，卡扎菲接受天空新闻台采访并就弗莱切尔被杀一事致歉。同年，有消息称英国和利比亚曾在2006年的贸易谈判中达成协议，不把杀害女警员的凶手引渡至英国受审。英格兰和威尔士警察联合会（Police Federation of England and Wales）为此致信首相戈登·布朗，对此项决定表示“震惊和厌恶”。外交部发言人否认两国存在秘密交易，声称“利比亚法律不允许引渡（嫌犯）到他国受审，所以在利比亚审判是反映我们追寻正义决心的唯一途径。”

### 卡扎菲下台后：2011年至今
2011年，利比亚发生内战，卡扎菲政权在8月倒台，有报导称，阿卜杜尔奎迪尔·阿尔·巴格达迪已在卡扎菲支持者的内哄中被杀。2012年6月，两名英国警察飞抵利比亚讨论案件后续。同年7月，《星期日电讯报》（The Sunday Telegraph）点名卡扎菲政权高级成员萨拉赫·埃丁·哈利法就是杀害弗莱切尔的凶手，当时他是人民办事处的亲卡扎菲学生，事件发生几分钟后就赶在警方包围前从后门离开现场。据称，哈利法已在内战爆发后移居另一个北非城市。
2015年11月，伦敦警察厅拘捕前卡扎菲政府成员萨利赫·易卜拉欣·马布罗克博士，他于2011年向英国请求政治庇护。警方起初逮捕他的罪名是洗钱，但他后来保释时的罪名是阴谋杀害弗莱切尔。2017年5月，由于部分证据涉及国家安全问题无法呈堂，检方只能撤回起诉。
2019年11月，约翰·默里表示他仍然没有放弃追查杀手。

## 纪念
1984年4月，电影导演迈克尔·温纳（Michael Winner）致信《泰晤士报》，建议在圣詹姆士广场竖起纪念碑，“不但纪念这位勇敢青年女子的惨死，同时也向凶手持续敲响警钟，告诉他们英国人民心中的感受”。收到大量捐款后，温纳于5月3日设立警察纪念信托（Police Memorial Trust），为所有殉职的英国警察竖立纪念碑。
1985年2月1日，撒切尔夫人来到圣詹姆士广场为弗莱切尔的纪念碑揭幕，参与仪式的还有英国主要政党领导人。这也是警察纪念信托建起的第一座纪念建筑。撒切尔在揭幕演说中表示：
警察纪念信托竖起这座简单的纪念碑，提醒伦敦市民和游客我们亏欠伊冯·弗莱切尔及其警察同僚良多。没有他们，法律就无法维系。没有他们，就完全没有法律，也没有自由。
纪念碑使用花岗岩和波特兰石建造，位于圣詹姆士广场东北角，面朝前利比亚大使馆。威斯敏斯特市议会（Westminster City Council）修整部分人行道并增加圆形延伸，方便人们在纪念碑前驻足。
1984年，圣詹姆士广场栽下一棵樱桃树纪念弗莱切尔，伦敦查令十字警察局也有纪念她的牌匾。1988年，索尔兹伯里主教约翰·贝克（John Baker）向塞姆利村圣伦纳德教堂（St Leonard's Church）敬献花窗玻璃纪念女警员，玻璃窗由抽象艺术家亨利·黑格（Henry Haig）设计。
重新审核外交场所禁入规定后，英国通过《1987年外交和领事场所法》（Diplomatic and Consular Premises Act 1987），该法同其他法令允许英国政府在有必要时取消部分外交场所不受英国法律管束的特权。

### 脚注
1. 1 2  No definite siege suspects—police，第1頁.
2. 1 2 3 4 5  Tendler 2011.
3. ↑  Singer 1984，第1頁.
4. ↑  Ashman & Trescott 1986，第8頁.
5. 1 2  Day 1984，第1頁.
6. ↑  Ashman & Trescott 1986，第10–11頁.
7. 1 2  Horsnell 1984，第1頁.
8. ↑  Jebnoun, Kia & Kirk 2013，第127, 129頁.
9. ↑  "Libyan embassy: history", "The Daily Telegraph".
10. ↑  Burleigh 2011，第23頁; Nordheimer 1984，第1頁; Davis 1990，第66頁; Ronen 2006，第272頁.
11. ↑  Horsnell 1980，第1頁.
12. ↑  Gilmour 1980.
13. ↑  Lycett 1984，第2頁.
14. ↑  Ronen 2006，第273頁.
15. ↑  Mather 1984，第3頁.
16. ↑  Ashman & Trescott 1986，第16–17, 25–26頁.
17. ↑  Ronen 2006，第274頁.
18. 1 2  Kirby 2013，第160頁.
19. ↑  Andrew 2009，第701頁.
20. ↑  Belfield 2005，第103頁.
21. 1 2  London embassy shots kill policewoman，第1頁.
22. ↑  "Did police constable Yvonne Fletcher need to die?", The Economist.
23. ↑  Keel 1984，第1頁.
24. ↑  Ashman & Trescott 1986，第17頁.
25. ↑  Murray 2009，第21頁.
26. 1 2 3  Stern 1997，第39頁.
27. ↑  Ashman & Trescott 1986，第20頁.
28. ↑  Real Crime: Yvonne Fletcher, 2 September 2010，Event occurs at 5:45–6:05.
29. ↑  Real Crime: Yvonne Fletcher, 2 September 2010，Event occurs at 6:20–6:55.
30. ↑  Stern 1997，第41–42頁.
31. ↑  Ashman & Trescott 1986，第22–23頁.
32. 1 2  Stern 1997，第41頁.
33. ↑  Ashman & Trescott 1986，第24頁; Gould & Waldren 1986，第193頁; Parry 1984，第3頁.
34. ↑  Real Crime: Yvonne Fletcher, 2 September 2010，Event occurs at 9:20–9:45.
35. ↑  Bevins 1984，第1頁.
36. ↑  Parry et al. 1984，第1頁.
37. 1 2  Stanhope 1984，第1頁.
38. ↑  Stern 1997，第44頁.
39. ↑  Stern 1997，第47頁.
40. ↑  Walker 1984，第1頁.
41. ↑  Real Crime: Yvonne Fletcher, 2 September 2010，Event occurs at 14:08–14:40.
42. 1 2  "1984: Libyan embassy shots kill policewoman", BBC News.
43. ↑  Ashman & Trescott 1986，第29頁.
44. ↑  Gould & Waldren 1986，第194頁.
45. ↑  Willey, Raphael & Mather 1984，第1頁.
46. ↑  Gaddafi phones hourly orders to the people's bureau，第1頁.
47. ↑  Ashman & Trescott 1986，第27頁.
48. ↑  Low et al. 1984，第3頁.
49. ↑  Ashman & Trescott 1986，第27–29頁.
50. ↑  Parry & Kirby 1984，第1頁.
51. 1 2  Moss & Skinner 2015，3200.
52. ↑  Witherow & Tendler 1984，第1, 34頁.
53. ↑  Bhatla, Mather & Willey 1984，第1頁.
54. 1 2  Police have 400 lines of inquiry into WPC's killing，第32頁.
55. ↑  Brown 1984，第8頁.
56. ↑  Aitken 1984，第28頁.
57. 1 2  Belfield 2005，第109頁.
58. ↑  Dowden 1984，第4頁.
59. ↑  Waite 1994，第393頁.
60. ↑  Ezard 1984，第2頁.
61. ↑  Waite 1994，第382頁.
62. 1 2  Dowden 1985，第1頁.
63. ↑  Hawkes 1984，第6頁.
64. 1 2 3  Machine gun burst echoed for 15 years，第6頁.
65. ↑  Thatcher 1986.
66. ↑  "Obituaries: General Abdel Fattah Younes". The Daily Telegraph.
67. ↑  Dispatches: Murder in St James's, 10 April 1996，Event occurs at 47:50–48:35.
68. ↑  Dispatches: Murder in St James's, 10 April 1996，Event occurs at 13:40–17:20 and 19:40–20:55.
69. ↑  Dalyell 1996.
70. ↑  Maclean 1996.
71. ↑  Britain and Libya renew diplomatic ties，第1頁.
72. ↑  Evans 2000，第18頁.
73. ↑  Cook 1999.
74. ↑  "Today: 24th February 2004". BBC Radio.
75. ↑  Webster 2004，第2頁.
76. ↑  McGrory 2004，第4頁.
77. ↑  Bennett 2004，第2頁.
78. ↑  Townsend 2007，第4頁.
79. ↑  Hope, Rayner & McElroy 2009，第1頁.
80. ↑  Hope 2011，第1頁.
81. ↑  Kerbaj 2009，第13頁.
82. ↑  Winnett 2009，第1頁.
83. ↑  Spencer 2011.
84. ↑  Davis 2012.
85. ↑  Gilligan 2012，第1頁.
86. ↑  Allen 2016.
87. ↑  Hudson 2017.
88. ↑  Rawlinson & Dodd 2017.
89. ↑  The 35-year-old vow to a dying police officer.
90. ↑  Winner 1984，第9頁.
91. ↑  "The Police Memorial Trust". Police Roll of Honour Trust.
92. ↑  Samstag 1985，第2頁.
93. ↑  Thatcher 1985.
94. 1 2  Lambton 2017，第88頁.
95. ↑  "St James's Square: Timeline". St James's Square Trust.
96. ↑  "WPC Yvonne Fletcher". Imperial War Museums.
97. ↑  Islam 1988.

### 英国下议院辩论和期刊
- Cook, Robin. . Parliamentary Debates (Hansard) (House of Commons). 1999-07-07. col. 1033–1035  [2020-06-15]. （原始内容存档于2018-01-02）.
- Dalyell, Tam. . Parliamentary Debates (Hansard) (House of Commons). 1996-05-08. col. 208–210  [2020-06-15]. （原始内容存档于2018-01-02）.
- Gilmour, Ian. . Parliamentary Debates (Hansard) (House of Commons). 1980-06-13. col. 1026–1028  [2020-06-15]. （原始内容存档于2018-01-02）.
- Lambton, Lucinda. . The Oldie. 2017-12-01: 88.
- Maclean, David. . Parliamentary Debates (Hansard) (House of Commons). 1996-05-08. col. 211–216  [2020-06-15]. （原始内容存档于2018-01-02）.
- Murray, John. . Police Federation Magazine. 2009-10.
- Ronen, Yehudit. . Middle Eastern Studies. 2006-03, 42 (2): 271–283. JSTOR 4284446. doi:10.1080/00263200500417645.
- Tendler, Stewart. . Oxford Dictionary of National Biography (Oxford University Press). 2011  [2020-06-15]. doi:10.1093/ref:odnb/98143. （原始内容存档于2018-06-05）.需要订阅或英国公共图书馆会员资格
- Thatcher, Margaret. . Parliamentary Debates (Hansard) (House of Commons). 1986-04-16. col. 876–878  [2020-06-15]. （原始内容存档于2018-01-02）.

### 新闻报导
- . BBC News. 2009-01-23  [2020-06-14]. （原始内容存档于2008-03-07）.
- Aitken, Ian. . The Guardian. 1984-04-26: 1, 28.
- Bennett, Rosemary. . The Times. 2004-04-08: 2.
- Bevins, Anthony. . The Times. 1984-04-18: 1.
- Bhatla, Shyam; Mather, Ian; Willey, David. . The Observer. 1984-04-29: 1.
- Black, Ian. . The Guardian. 1999-07-08: 6.
- Black, Ian. . The Guardian. 1999-07-08: 1.
- Brown, Colin. . The Guardian. 1984-05-02: 8.
- Burleigh, Michael. . The Daily Telegraph. 2011-05-26: 23.
- Davis, Margaret. . The Independent. 2012-07-17  [2018-01-02]. （原始内容存档于2018-01-02）.
- Day, Barbara. . The Times. 1984-04-18: 1.
- . The Economist. 1984-05-12: 25.
- Dowden, Richard. . The Times. 1984-08-22: 4.
- Dowden, Richard. . The Times. 1985-02-06: 1, 28.
- Evans, Michael. . The Times. 2000-04-26: 18.
- Ezard, John. . The Guardian. 1984-09-04: 2.
- Gilligan, Andrew. . The Sunday Telegraph. 2012-07-15: 1–2.
- Hamilton, Alan; Tendler, Stewart; Witherow, John. . The Times. 1984-04-18: 1.
- Hamilton, Alan; Tendler, Stewart; Witherow, John. . The Times. 1984-04-19: 1.
- Hawkes, Nigel. . The Observer. 1984-08-12: 6.
- Hope, Christopher; Rayner, Gordon; McElroy, Damien. . The Daily Telegraph. 2009-10-16: 1.
- Hope, Christopher. . The Daily Telegraph. 2011-08-27: 1, 7.
- Horsnell, Michael. . The Times. 1980-06-13: 1.
- Horsnell, Michael. . The Times. 1984-04-28: 1.
- Horsnell, Michael. . The Times. 1984-05-11: 32.
- Keel, Paul. . The Guardian. 1984-05-10: 1.
- Keel, Paul. . The Guardian. 1984-05-11: 1.
- Kerbaj, Richard. . The Times. 2009-10-27: 13.
- . The Daily Telegraph. 2011-07-27  [2020-06-15]. （原始内容存档于2018-01-17）.
- Low, Robert; Mather, Ian; Bhatia, Shyam; Bailey, Martin; Nally, Michael; Lashmar, Paul. . The Observer. 1984-04-22: 3.
- Lycett, Andrew. . The Times. 1984-04-18: 2.
- McGrory, Daniel. . The Times. 2004-03-26: 4.
- Mather, Ian. . The Observer. 1984-04-22: 3.
- Nordheimer, Jon. . The New York Times. 1984-04-26: 1  [2020-06-15]. （原始内容存档于2018-01-30）.
- . The Daily Telegraph. 2011-07-30: 29.
- Parry, Gareth; Keel, Paul; White, Michael; Kealtey, Patrick. . The Guardian. 1984-04-19: 1  [2020-06-15]. （原始内容存档于2016-07-29）.
- Parry, Gareth; Kirby, Alex. . The Guardian. 1984-04-23: 1.
- Parry, Gareth. . The Guardian. 1984-04-18: 1, 3.
- Rawlinson, Kevin; Dodd, Vikram. . The Guardian. 2017-05-16  [2020-06-15]. （原始内容存档于2021-02-03）.
- Samstag, Tony. . The Times. 1985-02-02: 2.
- Singer, Angela. . The Guardian. 1984-04-18: 1.
- Spencer, Richard. . The Daily Telegraph. 2011-08-30  [2020-06-15]. （原始内容存档于2021-02-03）.
- Stanhope, Henry. . The Times. 1984-04-19: 1.
- Townsend, Mark. . The Observer. 2007-06-24: 4.
- Walker, Martin. . The Guardian. 1984-04-19: 1.
- Webster, Philip. . The Times. 2004-02-26: 2.
- Willey, David; Raphael, Adam; Mather, Ian. . The Observer. 1984-04-22: 1.
- Winner, Michael. . The Times. 1984-04-21: 9.
- Winnett, Robert. . The Daily Telegraph. 2009-09-15: 1.
- Witherow, John; Tendler, Stewart. . The Times. 1984-04-28: 1, 34.
- Jones, Claire. . BBC. 2019-11-11  [2020-06-15]. （原始内容存档于2021-02-03）.

### 网页和电视
- Allen, Chris. . Police Professional. 2016-08-02  [2018-12-27]. （原始内容存档于2018-01-01）.
- (Television production). Channel 4. 1996-04-10.
- Hudson, Nick. . Police Professional. 2017-05-17  [2018-01-01]. （原始内容存档于2018-01-01）.
- Islam, Carl. . The Law Society. 1988-06-29  [2012-11-07]. （原始内容存档于2012-11-07）.
- . Police Roll of Honour Trust.   [2020-06-15]. （原始内容存档于2019-10-18）.
- (Television production). ITV. 2010-09-02.
- . St James's Square Trust.   [2017-12-28]. （原始内容存档于2021-02-03）.
- Thatcher, Margaret. . Margaret Thatcher Foundation. 1985-02-01  [2020-06-15]. （原始内容存档于2018-01-28）.
- . BBC Radio.   [2007-03-08]. （原始内容存档于2007-03-08）.
- . Imperial War Museums.   [2020-06-15]. （原始内容存档于2018-01-01）.